# 엘리자베스 아베얀
엘리자베스 아베얀(Elizabeth Avellán, 1960년 11월 8일 ~ )은 미국의 영화 제작자이다.

## 참여 작품
- 엘 마리아치
- 데스페라도 (1995년 영화)
- 황혼에서 새벽까지
- 패컬티 (영화)
- 황혼에서 새벽까지 2
- 황혼에서 새벽까지 3
- 아웃사이드 프로비던스
- 스파이 키드
- 스파이 키드 2: 잃어버린 꿈들의 섬
- 원스 어폰 어 타임 인 멕시코
- 스파이 키드 3D: 게임 오버
- 씬 시티 (영화)
- 샤크보이와 라바걸의 모험 3-D
- 빨간 모자의 진실
- 그라인드하우스 (영화)
- 데쓰 프루프
- 플래닛 테러
- 쇼츠 (영화)
- 마셰티 (영화)
- 프레데터스 (2010년 영화)
- 스파이 키드 4: 올 더 타임 인 더 월드
- 씬 시티: 다크히어로의 부활
- 스파이 키드: 아마겟돈